# Willie Dixon
Willie Dixon (Vicksburg, 1 de julho de 1915 — Burbank, 29 de Janeiro de 1992) foi um baixista, cantor, compositor e produtor musical norte-americano, sendo um dos nomes mais importantes do blues, foi uma das inspirações para uma nova geração da música, surgida com o rock and roll.
Suas canções foram interpretadas por bandas como: Led Zeppelin, Bob Dylan, Rolling Stones, The Doors, The Allman Brothers Band, Grateful Dead e Megadeth.
Sua mãe Daisy rimava o que ela falava, um hábito que Dixon imitou, fazendo rimas com suas palavras. Com apenas 7 anos, ele se tornou um admirador de uma banda que o pianista Little Brother Montgomery tocava. Dixon foi introduzido ao Blues na adolescência em Mississipi. Ele era forte e alto, e lutando boxe ganhou o campeonato "Illinois State Golden Gloves Heavyweight Championship (Novice Division)" em 1937, aos 22 anos de idade.
Sua saúde piorou nos anos 70 e 80, devido a uma diabetes e teve uma das pernas amputada. Dixon foi introduzido ao show de abertura do "Blues Foundation's Ceremony" e no "Blues Hall of Fame" em 1980. Já em 1989 ganhou um "Grammy Award" pelo álbum Hidden Charms.
Ele escreveu muitas músicas de Blues que fizeram sucesso, normalmente tocando baixo e guitarra. Suas músicas foram regravadas por artistas de diversos estilos.

## Discografia
| Ano  | Álbum                                               | Selo                    | Número    | Comentário                                                      |
| 1959 | Willie's Blues                                      | Bluesville Records      | BVLP-1003 | com Memphis Slim                                                |
| 1960 | Blues Every Which Way                               | Verve Records           | MGV-3007  | com Memphis Slim                                                |
| 1960 | Songs of Memphis Slim and "Wee Willie" Dixon        | Folkways Records        | FW-2385   | [ 3 ]                                                           |
| 1962 | Memphis Slim and Willie Dixon at the Village Gate   | Folkways Records        | FA-2386   | ao vivo com convidado Pete Seeger                               |
| 1963 | In Paris: Baby Please Come Home!                    | Battle                  | BM-6122   | com Memphis Slim, 1962                                          |
| 1970 | I Am The Blues                                      | Columbia Records        | PC-9987   | com Chicago All Stars; relançado em 2003 em DVD                 |
| 1971 | Willie Dixon's Peace?                               | Yambo Records           | 777-15    | com Chicago All Stars                                           |
| 1973 | Catalyst                                            | Ovation                 | OVQD-1433 | quadraphonic pressing                                           |
| 1976 | What Happened to my Blues                           | Ovation                 | OV-1705   |                                                                 |
| 1983 | Mighty Earthquake and Hurricane                     | Pausa Records           | PR-7157   |                                                                 |
| 1985 | Willie Dixon: Live (Backstage Access)               | Pausa Records           | PR-7183   | com Sugar Blue e Clifton James, Montreux 1985                   |
| 1988 | Hidden Charms                                       | Bug                     | C1-90593  | vencedor do Grammy                                              |
| 1989 | Ginger Ale Afternoon                                | Varèse Sarabande        | VSD-5234  | Trilha sonora para o filmeGinger Ale Afternoon                  |
| 1990 | The Big Three Trio                                  | Legacy Recordings       | C-46216   | de 1947–1952                                                    |
| 1993 | Willie Dixon's Blues Dixonary                       | Roots                   | RTS 33046 | EAN: 8712177013760                                              |
| 1995 | The Original Wang Dang Doodle: The Chess Recordings | MCA Records             | 9353      | coletâna de 1954–1990                                           |
| 1996 | Crying the Blues: Live in Concert                   | Thunderbolt             | CDTB-166  | ao vivo com Johnny Winter & the Chicago All Stars, Houston 1971 |
| 1998 | Good Advice                                         | Wolf                    | 120.700   | ao vivo com Chicago All Stars, Long Beach 1991                  |
| 1998 | I Think I Got the Blues                             | Prevue                  | 17        |                                                                 |
| 2001 | Big Boss Men – Blues Legends of the Sixties         | Indigo (UK)             | IGOXCD543 | ao vivo, Houston 1971–72                                        |
| 2008 | Giant Of The Blues                                  | Blues Boulevard Records | 250196    | EAN: 5413992501960                                              |